# Мюнхберг
Мюнхберг (нім. Münchberg) — місто в Німеччині, розташоване в землі Баварія. Підпорядковується адміністративному округу Верхня Франконія. Входить до складу району Гоф.
Площа — 68,78 км2. Населення становить 10 136 ос. (станом на 31 грудня 2020).